# Eve-Olution
Eve-Olution – trzeci album studyjny raperki, piosenkarki Eve. Zadebiutował na 6. miejscu notowania Billboard 200. Album nie był tak udany jak pierwsze dwa "krążki", ale zyskał status złotej płyty, sprzedając się w nakładzie 635.000 sztuk. Płyta zawiera takie hity jak "Gangsta Lovin'" z udziałem Alicia Keys czy "Satisfaction" wyprodukowany przez Dr. Dre.

## Lista utworów
1. "Intro"
2. "What!" (featuring Truth Hurts)
3. "Gangsta Lovin'" (featuring Alicia Keys)
4. "Irresistible Chick"
5. "Party in the Rain" (featuring Mashonda)
6. "Argument" (skit)
7. "Let This Go"
8. "Hey Y'All" (featuring Snoop Dogg & Nate Dogg)
9. "Figure You Out"
10. "Stop Hatin'" (skit)
11. "Satisfaction"
12. "Neckbones"
13. "Double R What" (featuring Jadakiss & Styles P)
14. "Ryde Away"
15. "As I Grow"
16. "Eve-Olution"
17. "Let Me Blow Ya Mind" (featuring Gwen Stefani) (Bonus)
18. "U, Me & She" (Bonus)